# Notorious (2009)
Notorious is een Amerikaanse biografische dramafilm over het leven van The Notorious B.I.G. (Biggie Smalls). De film uit 2009 werd geregisseerd door George Tillman Jr. Notorious werd uitgebracht in de Amerikaanse bioscopen op 16 januari 2009, door Fox Searchlight Pictures. 
Jamal Woolard vertolkt de hoofdrol als de in 1997 vermoorde Notorious B.I.G. Andere hoofdrollen komen voor rekening van Angela Bassett, Derek Luke en Anthony Mackie.

## Rolverdeling
- Jamal Woolard als Christopher Wallace / The Notorious B.I.G.
- Angela Bassett als Voletta Wallace
- Christopher Wallace, Jr. als Young Christopher Wallace
- Derek Luke als Sean Combs
- Marc John Jefferies als Lil' Cease
- Anthony Mackie als Tupac Shakur
- Naturi Naughton als Lil' Kim
- Antonique Smith als Faith Evans
- Kevin Phillips als Mark Pitts
- Julia Pace Mitchell als Jan
- Dennis L.A. White als Damion 'D-Roc' Butler
- Sean Ringgold als Suge Knight